# Drum național 13B
Der Drum național 13B (rumänisch für „Nationalstraße 13B“, kurz DN13B) ist eine Hauptstraße in Rumänien.

## Verlauf
Die Straße zweigt in Praid (deutsch Salzberg) vom Drum național 13A nach Nordosten ab, durchquert die Gurghiu-Berge und die Gemeinde Joseni und endet in der Stadt Gheorgheni (de. Niklasmarkt, ung. Gyergyószentmiklós) am Drum național 12.
Die Länge der Straße beträgt rund 51 Kilometer.